# سركش (جلفا)
سركش هي قرية في مقاطعة جلفا، إيران. في تعداد عام 2006 ، لوحظ وجودها، ولكن لم يتم الإبلاغ عن سكانها.